# بریتا بورگ
بریتا بورگ (به انگلیسی: Brita Borg) (زاده ۱۰ ژوئن ۱۹۲۶-درگذشته ۴ می ۲۰۱۰) خواننده و بازیگر سوئدی بود.
او نماینده سوئد در یوروویژن ۱۹۵۹ بود.